# Gmina Vojnik
Vojnik – gmina w Słowenii. W 2002 roku liczyła 7825 mieszkańców.

## Miejscowości
Miejscowości wchodzące w skład gminy Vojnik:

- Arclin
- Beli Potok pri Frankolovem
- Bezenškovo Bukovje
- Bezovica
- Bovše
- Brdce
- Čreškova
- Črešnjevec
- Črešnjice
- Dol pod Gojko
- Frankolovo
- Gabrovec pri Dramljah
- Globoče
- Gradišče pri Vojniku
- Homec
- Hrastnik
- Hrenova
- Ilovca
- Ivenca
- Jankova
- Kladnart
- Koblek
- Konjsko
- Landek
- Lemberg pri Novi Cerkvi
- Lešje
- Lindek
- Lipa pri Frankolovem
- Male Dole
- Nova Cerkev
- Novake
- Podgorje pod Čerinom
- Polže
- Pristava
- Rakova Steza
- Razdelj
- Razgor
- Razgorce
- Rove
- Selce
- Socka
- Straža pri Dolu
- Straža pri Novi Cerkvi
- Stražica
- Tomaž nad Vojnikom
- Trnovlje pri Socki
- Velika Raven
- Verpete
- Vine
- Vizore
- Višnja vas
- Vojnik – siedziba gminy
- Zabukovje
- Zlateče
- Želče